# Alcanzar una estrella
Alcanzar una estrella (Brasil: Alcançar Uma Estrela ) é uma telenovela mexicana, originalmente exibido pelo Las Estrellas entre 14 de maio e 21 de dezembro de 1990, substituindo Cuando llega el amor e sendo substituída por Cadenas de amargura. Foi exibida em 160 capítulos de 30 minutos, as 19h, dividindo o horário com Mi pequeña Soledad.  Em 24 de dezembro de 1990 e 4 de janeiro de 1991, foi apresentado um resumo da telenovela. Uma continuação intitulada Alcanzar una estrella II, foi exibida em 1991 com 110 episódios.
Protagonizada por Mariana Garza e Eduardo Capetillo, com atuação antagônica de Kenia Gazcón, Oscar Traven, Andrea Legarreta, Héctor Suárez Gomis, Lorena Rojas, Ernesto Yañez e Alejandro Ibarra.

## Elenco
| Ator                 | Personagem |
| -------------------- | --- |
| Mariana Garza        | Lorena Gaitan Roca/Melissa |
| Eduardo Capetillo    | Eduardo Casablanca/Ramon Santos/Lorenzo (sósia de Eduardo e colega de trabalho de Norma e Elisa)/Luis Rodrigo (personagem da novela) |
| Enrique Lizalde      | Mariano Casablanca |
| Marcela Páez         | Irene de la Fuente |
| Daniel Martin        | Joaquín de la Fuente |
| Andrea Legarreta     | Adriana Matresta del Castillo |
| Héctor Suárez Gomis  | Pedro Lugo |
| Margarita Isabel     | Rita del Castillo |
| Dacia González       | María de la Luz "Lucha" Rueda |
| Luis Bayardo         | Gustavo Rueda |
| Alejandro Ibarra     | Felipe Rueda |
| Adrián Ramos         | Manuel Lugo |
| Rita Macedo          | Virginia |
| Ricardo Arjona       | Ele mesmo |
| Alicia Montoya       | Júlia Mastreta (mãe de Fernando e avó de Adriana)                                                                                    |
| Leonorilda Ochoa     | Soledad "Mama Chole" Patiño |
| Gloria Izaguirre     | María del Pilar "Pilita" Patiño |
| Tiaré Scanda         | Ela mesma, concorrente no Festival da Canção                                                                                         |
| Luis de Llano Macedo | Sr. Estrada |
| Cecilia Toussaint    | Dra. Cuevas (advogada de defesa de Eduardo)                                                                                          |
| David Ostrosky       | Dr. del Valle (advogado de Roque) |
| Guillermo Zarur      | Juiz no processo do assassinato de Deborah                                                                                           |
| Marisol Santacruz    | Laura (jovem rica que se torna amante de Pedro)                                                                                      |

## Exibição

### México
Foi exibida pela primeira vez pelo TLNovelas entre 27 de março a 18 de agosto de 2000.

### Brasil
Foi exibida pelo SBT entre 24 de março e 4 de junho de 1992, em 63 capítulos, substituindo Ambição e sendo substituída por sua continuação, Alcançar uma Estrela II. 
Também foi exibida pela CNT entre 17 de fevereiro e 30 de maio de 1997, foi substituída por Chispita.

## Trilha sonora
1. Alcanzar Una Estrella - Mariana Garza
2. Quiero Estar Contigo - Eduardo Capetillo
3. Reencarnación - Cita Hudgens
4. Deseos Íntimos - Eduardo Capetillo y Mariana Garza
5. Ya Ni Hablar - Eduardo Capetillo
6. Rock Rap De La Cárcel - Que Pasa
7. La Mujer Que No Soñé - Eduardo Capetillo
8. Las Calles Obscuras - Cita Hudgens
9. Voy A Cambiar Por Ti - Héctor Suárez Gomis
10. Éxito Y Amor - Eduardo Capetillo
11. Maldición Gitana - Marcos Valdés
12. Tu Eres Un Sueño Para Mí - Mariana Garza

### Musicas Não Incluidas No CD
1. Mi Vida Ya No És Personal - Mariana Garza (tema de Lorena)
2. Nada Puede Detenerme - Eduardo Capetillo
3. Llevame Hasta El Cielo - Mariana Garza
4. Las Ganas de Amar - Héctor Suárez Gomis
5. Esperanza - Mariana Garza
6. Ella És Fuego - Eduardo Capetillo
7. Contra Tu Cuerpo - Mariana Garza (3º tema de abertura)¹
8. El Blues Del Autobus - Eduardo Capetillo
9. Extraño Ser Niña - Angélica Ruvalcaba (tema de Aurora)²
10. Macho Macho - Héctor Suárez Gomis (tema que Pedro apresenta no Festival da Canção)
11. Princesa Tibetana - Timbiriche
12. Yo No Soy Una Más - Timbiriche
13. Yo Por Ti - Timbiriche
14. Raise Your Hands - Bon Jovi (tema de Felipe)
15. Wild In The Streets - Bon Jovi
16. Let It Rock - Bon Jovi (tema de Felipe/Deborah)
17. You Give Love A Bad Name - Bon Jovi (tema de Deborah)
18. Si Somos Uno - Timbiriche
19. Libre - Ricardo Arjona
20. Piel De Consumo - Ricardo Arjona
21. Yo Quiero Contigo - Alejandro Ibarra

- ¹ Contra Tu Cuerpo foi adicionada na trilha sonora do filme Mas Que Alcanzar Una Estrella.
- ² Extraño Ser Niña foi adicionada na trilha sonora de Alcanzar una estrella II.

## Prêmios e indicações

### Prêmios TVyNovelas 1991
| Categoria                | Indicado(a)          | Resultado |
| ------------------------ | -------------------- | --------- |
| Melhor telenovela        | Luis de Llano Macedo | Venceu    |
| Melhor atriz principal   | Rita Macedo          | Indicado  |
| Melhor ator principal    | Enrique Lizalde      | Indicado  |
| Melhor atriz coadjuvante | Ana Silvia Garza     | Indicado  |
| Melhor atriz coadjuvante | Andrea Legarreta     | Indicado  |
| Melhor atriz coadjuvante | Marcela Páez         | Indicado  |
| Melhor ator coadjuvante  | Marcos Valdés        | Indicado  |
| Melhor ator coadjuvante  | Héctor Suárez Gomis  | Indicado  |
| Revelação feminina       | Mariana Garza        | Venceu    |
| Revelação feminina       | Angélica Ruvalcaba   | Indicado  |
| Revelação masculina      | Eduardo Capetillo    | Venceu    |
| Revelação masculina      | Alex Ibarra          | Indicado  |